# Финкен
Финкен (нем. Fincken) — община в Германии, в земле Мекленбург-Передняя Померания.
Входит в состав района Мюриц. Подчиняется управлению Рёбель-Мюриц. Население составляет 563 человека (на 31 декабря 2010 года). Занимает площадь 21,84 км².